# Andreas von Fail-Griessler
Andreas Franz Karl von Fail-Griessler (rodné příjmení Griessler, od roku 1894 Fail-Griessler) (25. února 1857 Štýrský Hradec – 6. března 1919 Štýrský Hradec) byl rakousko-uherský generál. Jako absolvent vojenské akademie sloužil v c. k. armádě od roku 1875, vystřídal působení u jednotek po celé monarchii, byl také důstojníkem generálního štábu a uplatnil se i jako pedagog. Za první světové války byl jako velitel divize povolán na východní frontu, kde krátce poté převzal velení 7. armádního sboru a dosáhl hodnosti generála pěchoty (1914). Po ústupu před ruskou armádou byl na podzim 1914 z bojiště odvolán a následně odeslán do penze.

## Životopis

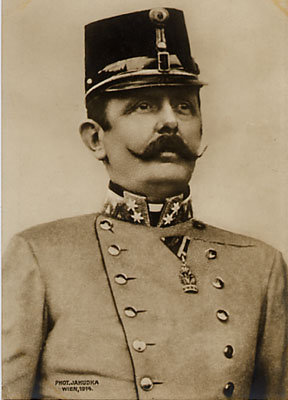
Andreas Fail-Griessler

Narodil se jako nemanželský potomek statkáře a důstojníka Josefa Andrease Griesslera a Marianne Failové. Studoval na Tereziánské vojenské akademii ve Vídeňském Novém Městě (1871–1875) a do armády vstoupil v roce 1875 jako poručík u 57. pěšího pluku ve Vídni. V letech 1879–1881 si doplnil vzdělání na Válečné škole (K.u.k. Kriegsschule) ve Vídni a v hodnosti nadporučíka byl v roce 1881 zařazen do sboru důstojníků generálního štábu. Krátce sloužil u 4. pěší brigády ve Vídni, v letech 1883–1884 byl štábním důstojníkem u 14. armádního sboru v Innsbrucku, poté vystřídal působení ve Vídni a Budapešti. V letech 1887–1892 byl přidělen k operační kanceláři generálního štábu a v roce 1888 byl povýšen na kapitána. V letech 1892–1894 sloužil u 35. pěšího pluku v Plzni, pak se vrátil do Vídně s přidělením ke štábu 2. armádního sboru a v roce 1894 byl povýšen na majora. V letech 1895–1899 byl pedagogem na Válečné škole a v roce 1896 byl povýšen na podplukovníka. V roce 1900 dosáhl hodnosti plukovníka a v letech 1900–1906 byl šéfem štábu 1. armádního sboru v Krakově.
V roce 1906 byl povýšen do hodnosti generálmajora a převzal velení 12. horské brigády v Banja Luce (1906–1909). V roce 1909 byl jmenován zástupcem velitele 5. armádního sboru v Prešpurku a o rok později převzal velení 32. pěší divize v Budapešti. K datu 1. května 1910 byl povýšen do hodnosti polního podmaršála. Se svou divizí byl na začátku první světové války zařazen do 2. armády generála Böhm-Ermolliho určené pro boje v Srbsku. Začátkem září 1914 byl převelen na východní frontu, kde se jako divizní velitel zúčastnily bitvy u Lvova. K datu 1. října 1914 byl povýšen na generála pěchoty a převzal velení 7. armádního sboru. Po počátečních úspěších v Karpatech a dobytí Užockého průsmyku musel ustoupit před ruskou armádou. V listopadu 1914 byl z velení odvolán oficiálně ze zdravotních důvodů a k datu 1. ledna 1915 byl penzionován.

## Tituly a ocenění
V roce 1894 spojil své jméno s příjmením matky a začal se psát jako Fail-Griessler. V roce 1916 byl povýšen do šlechtického a v roce 1917 obdržel titul c. k. tajného rady s nárokem na oslovení Excelence. Během vojenské služby obdržel řadu vyznamenání.
- Bronzová vojenská záslužná medaile (1892)
- Vojenský záslužný kříž III. třídy (1898)
- Jubilejní pamětní medaile
- Služební odznak pro důstojníky III. třídy (1903)
- Řád železné koruny III. třídy (1904)
- Vojenský jubilejní kříž (1908)
- rytířský kříž Leopoldova řádu (1912)
- Služební odznak pro důstojníky II. třídy (1913)
- Mobilizační kříž (1913)
- komandérský kříž Leopoldova řádu s válečnou dekorací (1914)

- rytíř Řádu Albrechtova (Sasko) (1888)